# Outrage (1950)
Outrage is een Amerikaanse film noir uit 1950 onder regie van Ida Lupino. Destijds werd de film in Nederland uitgebracht onder de titel Een vrouw werd geschonden.

## Verhaal
De jonge boekhoudster Ann Walton wordt verkracht op weg van het werk naar huis. Ze botst op het onbegrip van haar buren, die vinden dat ze er zelf om heeft gevraagd. Ze verhuist samen met haar verloofde Jim Owens, omdat ze het niet meer kan uithouden in haar geboortestad. Zo wil ze een nieuw leven beginnen en haar zelfrespect terugkrijgen.

## Rolverdeling
| Acteur            | Personage           |
| ----------------- | ------------------- |
| Mala Powers       | Ann Walton          |
| Tod Andrews       | Bruce Ferguson      |
| Robert Clarke     | Jim Owens           |
| Raymond Bond      | Eric Walton         |
| Lillian Hamilton  | Mevrouw Walton      |
| Rita Lupino       | Stella Carter       |
| Hal March         | Rechercheur Hendrix |
| Kenneth Patterson | Tom Harrison        |
| Jerry Paris       | Frank Marini        |
| Angela Clarke     | Madge Harrison      |
| Roy Engel         | Charlie Hanlon      |
| Lovyss Bradley    | Mevrouw Miller      |
| Hamilton Camp     | Schoenpoetser       |
| William Challee   | Lee Wilkins         |
| Tristram Coffin   | Rechter McKenzie    |
| Jerry Hausner     | Mijnheer Denker     |
| Bernie Marcus     | Dokter Hoffman      |
| Joyce McCluskey   | Collega van Ann     |
| Albert Mellen     | Verkrachter         |
| John Morgan       | Openbare aanklager  |
| Vic Perrin        | Andy                |
| John Pelletti     | Fred Keith          |
| Beatrice Warde    | Marge               |